# Balue Tanoh
Balue Tanoh is een bestuurslaag in het regentschap Pidie van de provincie Atjeh, Indonesië. Balue Tanoh telt 479 inwoners (volkstelling 2010).